# Okręg wyborczy nr 40 do Sejmu Polskiej Rzeczypospolitej Ludowej (1989–1991)
Okręg wyborczy nr 40 do Sejmu Polskiej Rzeczypospolitej Ludowej (1989–1991) obejmował Rybnik oraz gminy Gaszowice, Gierałtowice, Leszczyny, Lyski, Knurów, Świerklany i Żory (województwo katowickie). W ówczesnym kształcie został utworzony w 1989. Wybieranych było w nim 5 posłów w systemie większościowym.
Siedzibą okręgowej komisji wyborczej był Rybnik.

## Wybory parlamentarne 1989

### Mandat nr 155 –Polska Zjednoczona Partia Robotnicza
| Kandydat | I tura | I tura | II tura | II tura |
| Kandydat | Głosów | %      | Głosów  | %       |
| --- | ------ | ------ | ------- | ------- |
| Andrzej Semik                                                                                                  | 36 967 | 27,99  | 17 595  | 40,65   |
| Joachim Masarczyk                                                                                              | 33 158 | 25,11  | 19 422  | 44,87   |
| Liczba głosów ważnych: 132 062 (I tura) • 43 285 (II tura) Źródło: Państwowa Komisja Wyborcza I tura i II tura |        |        |         |         |

### Mandat nr 156 –Polska Zjednoczona Partia Robotnicza
| Kandydat | I tura | I tura | II tura | II tura |
| Kandydat | Głosów | %      | Głosów  | %       |
| --- | ------ | ------ | ------- | ------- |
| Waldemar Tokarz                                                                                                | 35 693 | 27,19  | 20 257  | 46,51   |
| Czesław Koszorz                                                                                                | 27 878 | 21,24  | 14 177  | 32,55   |
| Liczba głosów ważnych: 131 253 (I tura) • 43 552 (II tura) Źródło: Państwowa Komisja Wyborcza I tura i II tura |        |        |         |         |

### Mandat nr 157 – bezpartyjny
| Kandydat                                                          | Głosów | %     |
| ----------------------------------------------------------------- | ------ | ----- |
| Czesław Sobierajski                                               | 99 790 | 73,39 |
| Zofia Gozdawa-Grajewska                                           | 29 212 | 21,48 |
| Liczba głosów ważnych: 135 980 Źródło: Państwowa Komisja Wyborcza |        |       |

### Mandat nr 158 – bezpartyjny
| Kandydat                                                          | Głosów  | %     |
| ----------------------------------------------------------------- | ------- | ----- |
| Jerzy Wuttke                                                      | 100 456 | 77,63 |
| Jan Ćwięczek                                                      | 14 753  | 11,40 |
| Bogusław Skwara                                                   | 8651    | 6,69  |
| Liczba głosów ważnych: 129 400 Źródło: Państwowa Komisja Wyborcza |         |       |

### Mandat nr 438 –Polska Zjednoczona Partia Robotnicza
| Kandydat                                                         | Głosów | %     |
| ---------------------------------------------------------------- | ------ | ----- |
| Stefan Mleczko                                                   | 15 935 | 36,70 |
| Grzegorz Dittrich                                                | 15 398 | 35,47 |
| Liczba głosów ważnych: 43 415 Źródło: Państwowa Komisja Wyborcza |        |       |